# Station Ełk Towarowy
Station Ełk Towarowy was een spoorwegstation voor het overladen van goederen in de Poolse plaats Ełk.